# Premyer Liqası (2021/2022)
Premyer Liqası 2021/2022 była 30. edycją najwyższej klasy rozgrywkowej piłki nożnej w Azerbejdżanie.
Brało w niej udział 8 drużyn, które w okresie od 14 sierpnia 2021 do 21 maja 2022 rozegrały 28 kolejek meczów.
Obrońcą tytułu była drużyna Neftçi PFK.
Mistrzostwo po raz dziewiąty w historii zdobyła drużyna Qarabağ FK.

## Format rozgrywek
Osiem uczestniczących drużyn gra ze sobą czterokrotnie.
Zwycięzca ligi zostaje mistrzem Azerbejdżanu i kwalifikuje się do I rundy kwalifikacyjnej Ligi Mistrzów UEFA.
Drużyna, która zajmie drugie, trzecie miejsce i zdobywca Pucharu Aemenii, kwalifikują się do II rundy kwalifikacyjnej Ligi Konferencji Europy UEFA.
W przypadku zdobycia pucharu przez drużynę, która zapewniła sobie grę w europejskich pucharach, awans otrzymuje czwarta drużyna rozgrywek.
Do niższej ligi spada bezpośrednio ostatnia drużyna.

## Drużyny
| Uczestnicy poprzedniej edycji | Uczestnicy poprzedniej edycji | Uczestnicy poprzedniej edycji | Uczestnicy poprzedniej edycji |
| --- | ----------------------------- | ----------------------------- | ----------------------------- |
| NEF | Neftçi PFK                    | Baku                          | 1                             |
| QAA | Qarabağ FK                    | Baku                          | 2                             |
| SUM | Sumqayıt FK                   | Sumgait                       | 3                             |
| ZIR | Zirə Baku                     | Baku                          | 4                             |
| SAB | Sabah Baku                    | Baku                          | 5                             |
| KEŞ | Keşlə Baku                    | Baku                          | 6                             |
| QAB | FK Qəbələ                     | Qəbələ                        | 7                             |
| SEB | Səbail FK                     | Baku                          | 8                             |
| Oznaczenia: - kolumna pierwsza – skróty nazw drużyn, - kolumna trzecia – siedziba klubu, - kolumna czwarta – miejsce zajęte w poprzednim sezonie. |                               |                               |                               |

## Tabela
| Lp. | Drużyna           | M  | Z  | R | P  | B+ | B- | +/– | Pkt | Kwalifikacja lub spadek                              |
| --- | ----------------- | -- | -- | - | -- | -- | -- | --- | --- | ---------------------------------------------------- |
| 1   | Qarabağ FK (M, P) | 28 | 21 | 6 | 1  | 72 | 13 | +59 | 69  | Liga Mistrzów UEFA • I runda kwalifikacyjna          |
| 2   | Neftçi PFK        | 28 | 15 | 5 | 8  | 42 | 31 | +11 | 50  | Liga Konferencji Europy UEFA II runda kwalifikacyjna |
| 3   | Zirə Baku         | 28 | 13 | 8 | 7  | 33 | 27 | +6  | 47  | Liga Konferencji Europy UEFA II runda kwalifikacyjna |
| 4   | Qəbələ FK         | 28 | 12 | 9 | 7  | 38 | 34 | +4  | 45  | Liga Konferencji Europy UEFA II runda kwalifikacyjna |
| 5   | Sabah Baku        | 28 | 12 | 5 | 11 | 42 | 34 | +8  | 41  |                                                      |
| 6   | Sumqayıt FK       | 28 | 5  | 7 | 16 | 22 | 46 | −24 | 22  |                                                      |
| 7   | Şamaxı Baku       | 28 | 5  | 7 | 16 | 25 | 49 | −24 | 22  |                                                      |
| 8   | Səbail Baku       | 28 | 4  | 3 | 21 | 17 | 57 | −40 | 15  |                                                      |

1. ↑  6 kwietnia 2022 Keşlə Baku przyjął nazwę Şamaxı FK[1].

## Wyniki
| Gospodarz \ Gość | GAB | NEF | QAR | SAB | SEB | SHA | SUM | ZIR | GAB | NEF | QAR | SAB | SEB | SHA | SUM | ZIR |
| ---------------- | --- | --- | --- | --- | --- | --- | --- | --- | --- | --- | --- | --- | --- | --- | --- | --- |
| Qəbələ FK        |     | 1–1 | 0–0 | 1–3 | 5–0 | 2–1 | 2–1 | 1–1 |     | 1–0 | 0–2 | 1–1 | 2–0 | 1–1 | 1–1 | 0–0 |
| Neftçi PFK       | 2–2 |     | 1–2 | 1–2 | 1–0 | 3–0 | 0–0 | 2–1 | 4–0 |     | 1–2 | 1–0 | 2–0 | 3–1 | 2–1 | 0–1 |
| Qarabağ FK       | 2–0 | 4–0 |     | 5–1 | 3–0 | 1–0 | 2–0 | 2–0 | 5–1 | 4–1 |     | 1–1 | 5–1 | 8–0 | 5–0 | 0–0 |
| Sabah Baku       | 0–2 | 1–2 | 1–2 |     | 0–1 | 2–1 | 3–0 | 3–3 | 3–0 | 0–1 | 0–1 |     | 1–0 | 5–1 | 2–2 | 3–1 |
| Səbail Baku      | 0–2 | 1–3 | 3–1 | 0–3 |     | 1–2 | 1–0 | 1–2 | 3–0 | 0–1 | 0–3 | 0–2 |     | 0–3 | 1–1 | 0–1 |
| Şamaxı Baku      | 2–3 | 3–2 | 1–1 | 2–0 | 2–2 |     | 0–2 | 0–2 | 0–1 | 1–2 | 0–0 | 0–1 | 0–0 |     | 1–1 | 0–1 |
| Sumqayıt FK      | 0–0 | 1–1 | 0–4 | 2–0 | 2–0 | 1–3 |     | 0–3 | 0–4 | 0–2 | 0–3 | 0–3 | 5–0 | 2–0 |     | 0–1 |
| Zirə Baku        | 1–2 | 1–2 | 1–1 | 1–1 | 3–1 | 2–0 | 1–0 |     | 0–3 | 1–1 | 0–3 | 2–0 | 2–1 | 0–0 | 1–0 |     |

## Najlepsi strzelcy
| Bramki | Zawodnik          | Drużyna    |
| ------ | ----------------- | ---------- |
| 12     | Kady              | Qarabağ FK |
| 11     | Joy-Lance Mickels | Sabah Baku |
| 11     | Filip Ozobić      | Qarabağ FK |
| 11     | Dawit Wolkowi     | Zirə Baku  |
| 11     | Ibrahima Wadji    | Qarabağ FK |
| 10     | Tiago Bezerra     | Neftçi PFK |
| 8      | Isnik Alimi       | Qəbələ FK  |
| 8      | Musa Qurbanlı     | Qarabağ FK |
| 8      | Abdellah Zoubir   | Qarabağ FK |
| 7      | Ramil Szejdajew   | Qarabağ FK |

Źródło: 

## Stadiony
| Qəbələ FK       |
| Stadion Miejski |
|                 |

| Qarabağ FK    |
| Azərsun Arena |
|               |

| Neftçi PFK    |
| Bakcell Arena |
|               |

| Sabah Baku            |
| Bank Respublika Arena |
|                       |

| Səbail Baku |
| ASCO Arena  |
|             |

| Keşlə Baku  | Şamaxı Baku     |
| İnter Arena | Stadion miejski |
|             |                 |

| Sumqayıt FK        |
| Kapital Bank Arena |
|                    |

| Zirə Baku               |
| Zirə İdman Kompleksinin |
|                         |

Źródło: 